# 佛罗里达州参议院
佛罗里达参议院（英語：Florida Senate），簡稱佛州參院，是美国佛罗里达议会的上議院，共有40名议员，每届任期4年，每隔兩年改選一半的席位。參議院會議由議長主持，議長則是由全體參議員互相選出；現任議長為共和黨籍的凱斯琳·帕西多莫。